# Bistum Yoro
Das Bistum Yoro (lat.: Dioecesis Yorensis) ist eine in Honduras gelegene römisch-katholische Diözese mit Sitz in Yoro.

## Geschichte
Das Bistum Yoro wurde am 19. September 2005 durch Papst Benedikt XVI. mit der Apostolischen Konstitution Ad efficacius aus Gebietsabtretungen des Erzbistums Tegucigalpa errichtet und diesem als Suffraganbistum unterstellt.
Am 26. Januar 2023 unterstellte Papst Franziskus das Bistum dem mit gleichem Datum zum Metropolitansitz erhobenen Erzbistum San Pedro Sula als Suffragan.

## Bischöfe von Yoro
- Jean-Louis Giasson PME, 2005–2014
- Héctor David García Osorio, 2014–2025, dann Bischof von Santa Rosa de Copán
  - Sedisvakanz seit 3. Juli 2025